# Kacang Pedang
Kacang Pedang is een bestuurslaag in het regentschap Pangkal Pinang van de provincie Bangka-Belitung, Indonesië. Kacang Pedang telt 6566 inwoners (volkstelling 2010).